# Hatsukoi (album Utada Hikaru)
Hatsukoi (初恋?, Hatsukoi, "Primo amore") è il decimo album in studio (e settimo in lingua giapponese) della cantante giapponese Utada Hikaru, pubblicato il 27 giugno 2018 per la prima volta da parte dell'etichetta discografica di Sony Music Entertainment Japan, la Epic Records Japan.

## Tracce
Testi e musiche di Utada Hikaru, eccetto dove indicato.
1. Play a Love Song – 4:12
2. Anata (あなた?) – 4:37
3. Hatsukoi (初恋?) – 4:41
4. Chikai (誓い?) – 4:33
5. Forevermore – 4:54
6. Too Proud (feat. Jevon) – 4:41
7. Good Night – 4:22
8. Phakchi no Uta (パクチーの唄?) – 3:43 (musica: Utada Hikaru, Nariaki Obukuro)
9. Nokoriga (残り香?) – 3:38
10. Ōzora de Dakishimete (大空で抱きしめて?) – 4:34
11. Yūnagi (夕凪?) – 4:44
12. Shittosarerubeki Jinsei (嫉妬されるべき人生?) – 4:46

## Classifiche
| Classifica (2018)                             | Posizione massima |
| --------------------------------------------- | ----------------- |
| French Digital Albums Chart (SNEP)            | 49                |
| Japanese Albums (Billboard)                   | 1                 |
| Japan Top Albums Sales (Billboard)            | 1                 |
| Japanese Daily Albums Chart (Oricon)          | 1                 |
| Japanese Weekly Albums Chart (Oricon)         | 1                 |
| Japanese Weekly Digital Albums Chart (Oricon) | 1                 |
| US World Albums (Billboard)                   | 3                 |
| US Top Album Sales (Billboard)                | 77                |